# Pădurea Bărcului
Pădurea Bărcului este o arie naturală ce corespunde categoriei a IV-a IUCN (rezervație naturală de tip forestier), situată în județul Gorj, pe teritoriul administrativ al orașului Novaci.

## Descriere
Rezervația naturală cu o suprafață de 25 de hectare a fost declarată arie protejată prin Legea Nr.5 din 6 martie 2000 (privind aprobarea Planului de amenajare a teritoriului național - Secțiunea a III-a - zone protejate) și reprezintă o arie împădurită (rezervație semiceră) cu scop de protecție pentru arbori din specia stejarului (Quercus robur), în vederea regenerării naturale.